# Chiostro di San Sebastiano
Il chiostro di San Sebastiano è uno dei chiostri monumentali di Napoli, situato nel centro antico e risalente al XIII secolo.
Risulta il più vecchio della città ed è tipicamente romanico: un elemento alquanto raro nel panorama architettonico della città.
Il chiostro è formato da due fasi costruttive: la prima, riguardante la parte più antica sopracitata, è caratterizzata da capitelli e colonne zoomorfe e antropomorfe. La seconda riguarda un'aggiunta del XVI secolo ed è costituita da archi abbastanza aperti.
Presenta sui lati 25 colonnine lisce a pianta ottagonale, di stili diversi, poggianti su un basso tratto di muro e sorreggenti arcate a sesto acuto. Il piano superiore, a loggia, con arcate a tutto sesto poggianti su pilastri, risale alla seconda fase costruttiva.
Attualmente il chiostro è parte del Complesso del Convitto Nazionale e viene utilizzato per concerti di musica classica all'aperto.